# 神戸理容美容専門学校
神戸理容美容専門学校（こうべりようびようせんもんがっこう）は、学校法人兵庫県整容学園が運営する神戸市兵庫区にある専修学校。

## 沿革
- 1948年 - 兵庫県理容専門学校 兵庫県知事設置認可
- 1949年 - 厚生大臣より指定認可
- 1954年 - 校名を兵庫県理容美容学校に改称
- 1957年 - 学校法人 兵庫県理容美容学校 設置認可
- 1963年 - 法人名を兵庫県整容学園に変更
- 1973年 - 神戸理容美容専門学校に改称
- 1978年 - 専門課程・高等課程 設置認可
- 1995年 - 阪神淡路大震災により校舎倒壊
- 1996年 - 7階建て新校舎完成
- 1998年 - 理容師法・美容師法の改正により新制度発足
- 2000年 - 衛生専門士の称号付与認可

## 学科
- 理容科 募集定員40名（全員が理容師資格試験受験資格を取得）
- 美容科 募集定員160名（全員が美容師資格試験受験資格を取得）
- 通信科（理容・美容）